# Probabilités (mathématiques élémentaires)
Pour les articles homonymes, voir Probabilité (homonymie).
Cet article présente une approche élémentaire du calcul des probabilités ; pour d'autres notions sur les probabilités voir Probabilité, pour une description rigoureuse de la théorie mathématique correspondante,  voir Théorie des probabilités, pour l'historique de ces notions, voir Histoire des probabilités.
Les probabilités sont la branche des mathématiques qui calcule la probabilité d'un événement, c'est-à-dire la fréquence d'un événement par rapport à l'ensemble des cas possibles.
Cette branche des mathématiques est née des jeux du hasard, plus précisément du désir de prévoir l'imprévisible ou de quantifier l'incertain. Il faut avant tout préciser ce qu'elle n'est pas : elle ne permet pas de prédire le résultat d'une unique expérience.

## Premières explications
Les probabilités permettent de dire que dans un lancer de dé parfaitement équilibré, le fait d'obtenir {\displaystyle 6} est un événement de probabilité {\displaystyle 1/6}, mais elles ne permettent pas de prédire quel sera le résultat du lancer suivant. Le fait que la probabilité soit de {\displaystyle 1/6} n'assure pas qu'au bout de {\displaystyle 6} lancers, le n°{\displaystyle 6} apparaisse une fois, ou le fait que durant les {\displaystyle 100} lancers précédents, le n°{\displaystyle 6} ne soit jamais apparu n'augmente même pas la chance que le n°{\displaystyle 6} apparaisse au lancer suivant. On dit que le hasard n'a pas de mémoire.
Les probabilités n'ont de sens qu'avec l'observation de la loi des grands nombres : si on renouvelle une expérience un grand nombre de fois, la fréquence d'apparition d'un événement devient alors proche de sa probabilité d'apparition.
Si on lance un dé {\displaystyle 10\ 000} fois, la fréquence d'apparition du n°{\displaystyle 6} sera très voisine de {\displaystyle 1/6}.
L'étude des probabilités s'est alors révélée un outil très puissant pour les organisateurs de jeux, depuis le chevalier de Méré, en passant par le philosophe Pascal et pour finir chez les mathématiciens de la Française des jeux. Qu'importe pour eux que ce soit M. Dupont ou M. Dupuis qui gagne le gros lot, leur étude porte sur le grand nombre de joueurs, les sommes misées et les sommes gagnées.
Le calcul des probabilités s'est aussi révélé un outil indispensable dans l'étude et la couverture des risques et est à la base de tous les systèmes d'assurance.
Enfin, le siècle dernier a vu l'apparition d'une approche probabiliste dans le domaine de l'atome.
Les premiers pas dans le domaine des probabilités consistent à se familiariser avec le vocabulaire probabiliste élémentaire, découvrir les modes de calcul d'une probabilité, utiliser un arbre de probabilité, découvrir la notion d'indépendance en probabilité élémentaire, apprendre quelques règles de combinatoire et travailler sur quelques variables aléatoires élémentaires

## Concepts de base

### Univers
Lors d'une expérience aléatoire, c'est-à-dire soumise au hasard (de alea (latin) le hasard, les dés), on commence par faire l'inventaire de tous les résultats possibles. L'ensemble de tous les résultats possibles sera appelé l'univers {\displaystyle \Omega } des possibles.

### Éventualité
Chaque résultat possible sera appelé une éventualité {\displaystyle \omega } ou une issue {\displaystyle \omega }.
Exemple 1 : On lance une pièce. L'univers des possibles est {\displaystyle \Omega =\{P;F\}}.({\displaystyle P} pour Pile, {\displaystyle F} pour face). Le {\displaystyle P} est une éventualité de ce lancer.
Exemple 2 : On prend au hasard un réel strictement compris entre {\displaystyle 0} et {\displaystyle 1} non inclus. L'univers des possibles est {\displaystyle \Omega =]0;1[}. Le nombre {\displaystyle {\frac {\sqrt {2}}{2}}} est une des éventualités.
Exemple 3 : On lance {\displaystyle 3} pièces successivement. L'univers des possibles est {\displaystyle \Omega =\{FFF;FFP;FPF;FPP;PFF;PFP;PPF;PPP\}}. La suite de caractères {\displaystyle PFP} est une éventualité de cette série de lancers.

### Événement
Un ensemble de résultats possibles définit un événement. C'est un sous-ensemble de l'univers {\displaystyle \Omega }. Il peut être décrit en extension (dans le cas d'un ensemble fini), ou par une description.
Exemple 1 : On lance un dé. L'univers est {\displaystyle \Omega =\{1;2;3;4;5;6\}}. La partie {\displaystyle A=\{1;2;3\}} est un événement décrit en extension. Cet événement se décrit par la phrase « on obtient au plus {\displaystyle 3} en lançant le dé ». Tout lancer de dé donnant comme résultat {\displaystyle 1}, {\displaystyle 2} ou {\displaystyle 3} réalise l'événement {\displaystyle A}.
Exemple 2 : Dans le choix d'un nombre arbitraire entre {\displaystyle 0} et {\displaystyle 1}, l'événement décrit par la phase « on obtient un nombre rationnel » correspond à l'ensemble {\displaystyle \mathbb {Q} \cap \left]0;1\right[}.
Exemple 3 : On lance {\displaystyle 3} pièces successivement. L'événement « on obtient plus de piles que de faces » correspond à l'ensemble {\displaystyle \{FPP;PFP;PPF;PPP\}}

#### Événements particuliers
L'univers {\displaystyle \Omega } est appelé événement certain. Dans un lancer de dé, l'événement « obtenir un numéro compris entre {\displaystyle 1} et {\displaystyle 6} » correspond à l'événement {\displaystyle \{1;2;3;4;5;6\}}, c'est-à-dire à l'événement certain.
L'ensemble vide {\displaystyle \emptyset } est appelé événement impossible. dans un lancer de dé, l'événement « obtenir plus de {\displaystyle 7} » correspond à l'événement {\displaystyle \{\}=\emptyset }, c'est-à-dire l'événement impossible.
Un événement qui ne comporte qu'un seul élément ou éventualité est appelé événement élémentaire.

#### Opération sur les événements
L'union : l'événement {\displaystyle A\cup B} est réalisé dès que {\displaystyle A} ou {\displaystyle B} est réalisé. Dans un lancer de dé, si l'événement {\displaystyle A} est « obtenir un nombre pair » et l'événement {\displaystyle B} « obtenir un multiple de {\displaystyle 3} », l'événement {\displaystyle A\cup B} est l'événement « obtenir un nombre pair OU un multiple de {\displaystyle 3} », c'est-à-dire {\displaystyle \{2;3;4;6\}}.
L'intersection : l'événement {\displaystyle A\cap B} est réalisé dès que {\displaystyle A} et {\displaystyle B} sont réalisés dans la même expérience. Dans un lancer de dé, si l'événement {\displaystyle A} est « obtenir un nombre pair » et l'événement {\displaystyle B} « obtenir un multiple de {\displaystyle 3} », l'événement {\displaystyle A\cap B} est l'événement « obtenir un nombre pair ET multiple de {\displaystyle 3} », c'est-à-dire {\displaystyle \{6\}}.
Le contraire : l'événement contraire de {\displaystyle A}, noté {\displaystyle {\overline {A}}} ou Ac contient tous les éléments de {\displaystyle \Omega } qui ne sont pas dans {\displaystyle A}. C'est l'événement qui est réalisé dès que {\displaystyle A} n'est pas réalisé. Dans un lancer de dé, si l'événement {\displaystyle A} est « obtenir un nombre pair », l'événement contraire de {\displaystyle A}, {\displaystyle {\overline {A}}} est l'événement « obtenir un nombre impair ».

#### Événements incompatibles
Lorsque deux événements ont une intersection vide, c'est qu'ils ne peuvent pas être réalisés au cours d'une même expérience. On les appelle alors événements incompatibles. Dans un lancer de dé, si l'événement {\displaystyle A} est « obtenir un multiple de {\displaystyle 5} » et l'événement {\displaystyle B} « obtenir un multiple de {\displaystyle 3} », les événements {\displaystyle A} et {\displaystyle B} sont incompatibles.
Il ne faut pas confondre les événements incompatibles (qui ne peuvent se produire lors d'une même expérience) et événements indépendants (qui se produisent indépendamment l'un de l'autre).
Maintenant que tout le vocabulaire est en place, il s'agit de quantifier la probabilité de réalisation de chaque événement.

## Probabilité sur un ensemble fini

### Construction intuitive
Lorsque l'univers lié à l'expérience aléatoire comporte un nombre fini d'éventualités, on affecte à chaque éventualité une probabilité d'apparition. Il s'agit d'un nombre compris entre {\displaystyle 0} et {\displaystyle 1}. Ces probabilités doivent cependant vérifier une unique contrainte : leur somme doit être égale à {\displaystyle 1}. Le choix de ces nombres est laissé à la liberté de celui qui tente de modéliser le phénomène aléatoire. La probabilité d'un événement est alors définie comme la somme des probabilités des éventualités qui composent cet événement.
Lors d'un lancer de dé, par exemple, on peut estimer que l'apparition de chaque nombre est équiprobable, c'est-à-dire que la probabilité d'obtenir {\displaystyle 1} est égale à celle d'obtenir {\displaystyle 2} ou celle d'obtenir {\displaystyle 3} etc. La contrainte stipulant que la somme des probabilités doit donner {\displaystyle 1} impose alors de prendre pour chaque éventualité une probabilité de {\displaystyle 1/6}. Pour éviter de longs discours on écrira alors {\displaystyle p(1)=p(2)=p(3)=p(4)=p(5)=p(6)=1/6}. Mais on pourrait tout autant supposer le dé pipé de telle sorte que la probabilité d'apparition d'une face soit proportionnelle à sa valeur. Ainsi on obtiendrait : {\displaystyle p(1)=a,\ p(2)=2a,\ p(3)=3a,\ p(4)=4a,\ p(5)=5a,\ p(6)=6a}. La contrainte sur la somme des probabilités, qui doit valoir toujours {\displaystyle 1}, donne comme seule valeur possible pour {\displaystyle a}, {\displaystyle a=1/21}.
Il est certain que choisir une loi de probabilité plutôt qu'une autre est arbitraire, la seule contrainte est que cette modélisation représente au mieux la réalité. Dans le cadre des mathématiques élémentaires, on essaie de se placer au maximum dans un univers équiprobable ou dans un univers dont la probabilité correspond au « bon sens ». Pour un lancer de pièce équilibrée, on supposera que {\displaystyle p(P)=p(F)=1/2}, ou bien dans le cas d'une sélection au hasard d'une personne dans une foule comportant {\displaystyle 30} filles et {\displaystyle 70} garçons, on prendra {\displaystyle p({\text{fille}})=30\%} et {\displaystyle p({\text{garçon}})=70\%}. La science des probabilités a développé par ailleurs des outils permettant, par des expériences répétées, de valider le modèle de probabilité choisi.

### Définition mathématique
En terme mathématique, une première approche de la notion de probabilité consiste à dire qu'une probabilité sur un ensemble fini {\displaystyle \Omega } est une application de {\displaystyle \Omega } dans {\displaystyle [0;1]} vérifiant l'égalité
- {\displaystyle \sum _{\omega \in \Omega }p(\omega )=1}.

On arrive alors à une deuxième approche de la notion de probabilité : une probabilité sur un ensemble fini {\displaystyle \Omega } est une application de {\displaystyle {\mathcal {P}}(\Omega )} dans {\displaystyle [0;1]}.
On identifie alors la probabilité d'une issue avec la probabilité de l'événement élémentaire correspondant, c'est-à-dire qu'on identifie {\displaystyle p(\omega )} et {\displaystyle p(\{\omega \})}.
On définit alors la probabilité de l'événement {\displaystyle A} comme
- {\displaystyle p(A)=\sum _{\omega \in A}p(\omega )=\sum _{\omega \in A}p(\{\omega \})}

Les probabilités sur les événements vérifient alors les propriétés élémentaires suivantes :
- {\displaystyle p(\Omega )=1}
- {\displaystyle p(\emptyset )=0}
- {\displaystyle p({\overline {A}})=1-p(A)}
- {\displaystyle p(A\cup B)=p(A)+p(B)-p(A\cap B)}

### Équiprobabilité
Si on estime que toutes les éventualités sont équiprobables, et si on note {\displaystyle \operatorname {Card} (\Omega )}, le cardinal de {\displaystyle \Omega }, c'est-à-dire le nombre d'éléments dans {\displaystyle \Omega }, chaque éventualité a une probabilité d'apparition de
- {\displaystyle p(\omega )={\dfrac {1}{\operatorname {Card} (\Omega )}}}.

La probabilité de l'événement A est alors donnée par la formule
- {\displaystyle p(A)={\dfrac {\operatorname {Card} (A)}{\operatorname {Card} (\Omega )}}={\dfrac {\text{nombre de cas favorables}}{\text{nombre de cas possibles}}}}

## Probabilité sur un ensemble infini
Si l'univers est infini mais dénombrable, on peut parfois continuer à affecter à chaque éventualité une probabilité, avec comme condition que la somme infinie des probabilités converge vers {\displaystyle 1}.
Mais il arrive plus fréquemment que l'on évalue la probabilité de chaque éventualité à zéro, et que la seule chose que l'on puisse définir soit la probabilité de certains événements. Ainsi, quand on choisit un nombre réel « au hasard » entre {\displaystyle 0} et {\displaystyle 10}, la probabilité de tomber exactement sur {\displaystyle {\sqrt {2}}} est égale à {\displaystyle 0}. La seule chose que l'on puisse définir est la probabilité d'obtenir un nombre compris entre {\displaystyle 1,4} et {\displaystyle 1,5}. Cette probabilité est prise égale à {\displaystyle 0,01} : on compare la taille de l'intervalle souhaité à la taille de l'intervalle des possibles, en supposant l'équiprobabilité, cette probabilité s'appelle la loi uniforme continue. Mais d'autres choix sont possibles : c'est la grande famille des lois de probabilités continues, dans laquelle on trouve la loi exponentielle, la loi de Gauss, etc.
Pour définir des probabilités dans ce cas de figure, il est parfois nécessaire de construire des espaces probabilisables.

#### Dans le cadre des mathématiques élémentaires
- Arbre de probabilité
- Variables aléatoires élémentaires
- Indépendance en probabilité élémentaire
- Combinatoire

#### Pour approfondir
- Théorie des probabilités
- Espace probabilisable
- Probabilité conditionnelle
- Loi de probabilité
- Variable aléatoire réelle
- Axiomes des probabilités